# EFS-kyrkan Bollstabruk
EFS-kyrkan Bollstabruk i  Ångermanland, var ett bönhus från 1905. Kyrkan låg i centrum av samhället utmed Ådalsbanan.
Kyrkan var länge rivningshotad. I boken Nio hus och en kyrka, Svenska interiörer från 1700- och 1800-talen av Lars Sjöberg, är den före detta EFS-kyrkan i Bollstabruk det enda objekt i Norrland som omtalas. Lars Sjöberg engagerade sig för att förhindra rivningen och påbörjade en restaurering av byggnaden. En takfond har instiftats på lokalt initiativ och sammankomster har arrangerats sommartid.
Byggnaden förstördes i en anlagd brand 6 maj 2017.